# Сан-Лоренцо-Дорсіно
Сан-Лоренцо-Дорсіно (італ. Bleggio Inferiore) — муніципалітет в Італії, у регіоні Трентіно-Альто-Адідже,  провінція Тренто. Муніципалітет з'явився 1 січня 2015 як результат об'єднання муніципалітетів Сан-Лоренцо-ін-Банале і Дорсіно.
Сан-Лоренцо-Дорсіно розташоване на відстані близько 480 км на північ від Рима, 20 км на захід від Тренто.
Населення — 1593 осіб (2014).

## Демографія
Abitanti censiti

Станом на 31 грудня 2014 року в муніципалітеті офіційно проживали 73 іноземці з 15 країн, серед них 19 громадян країн Євросоюзу та 2 громадяни України.

## Сусідні муніципалітети
- Андало
- Веццано
- Калавіно
- Комано-Терме
- Мольвено
- Раголі
- Стеніко